# (32778) 1988 CW1
1988 CW1 (asteroide 32778) é um asteroide da cintura principal. Possui uma excentricidade de 0.09828820 e uma inclinação de 8.39734º.
Este asteroide foi descoberto no dia 11 de fevereiro de 1988 por Eric Walter Elst em La Silla.